# David Hubel
David Hunter Hubel (Windsor, 27 febbraio 1926 – Lincoln, 22 settembre 2013) è stato un medico e neuroscienziato canadese naturalizzato statunitense, premio Nobel per la medicina (assieme allo statunitense Roger Sperry e allo svedese Torsten Wiesel) per le sue scoperte sul sistema nervoso legato alla vista.

## Biografia
La sua carriera inizia nel 1952 come assistente presso il Neurobiological Institute di Montreal. Nel 1954 diventa ricercatore e poi docente presso la Johns Hopkins University Medical School di Baltimora e successivamente eserciterà alla John Franklin Enders University di Harvard a Baltimora dove poi ottiene la cattedra di Neurofisiologia nel 1982. Nel 1958 inizia la sua fruttuosa collaborazione con il neurobiologo svedese Torsten Wiesel effettuando ricerche sui meccanismi neurofisiologici della visione. Particolarmente significativa fu la loro scoperta del 1963, in cui si evidenziò che era possibile influenzare uno sviluppo normale dei campi recettivi della retina.

## Onorificenze
- 1981 - Premio Nobel per la medicina[5]
- 2006 - Canadian Medical Hall of Fame[6]